# E67

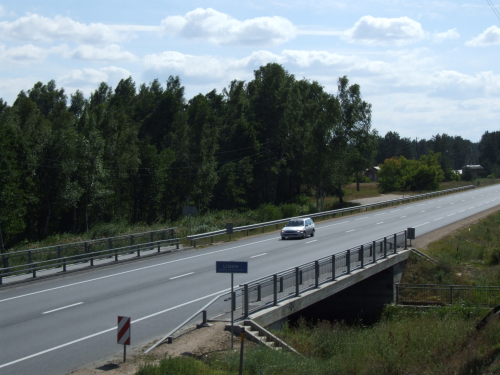
E67 norr om Riga i Lettland.

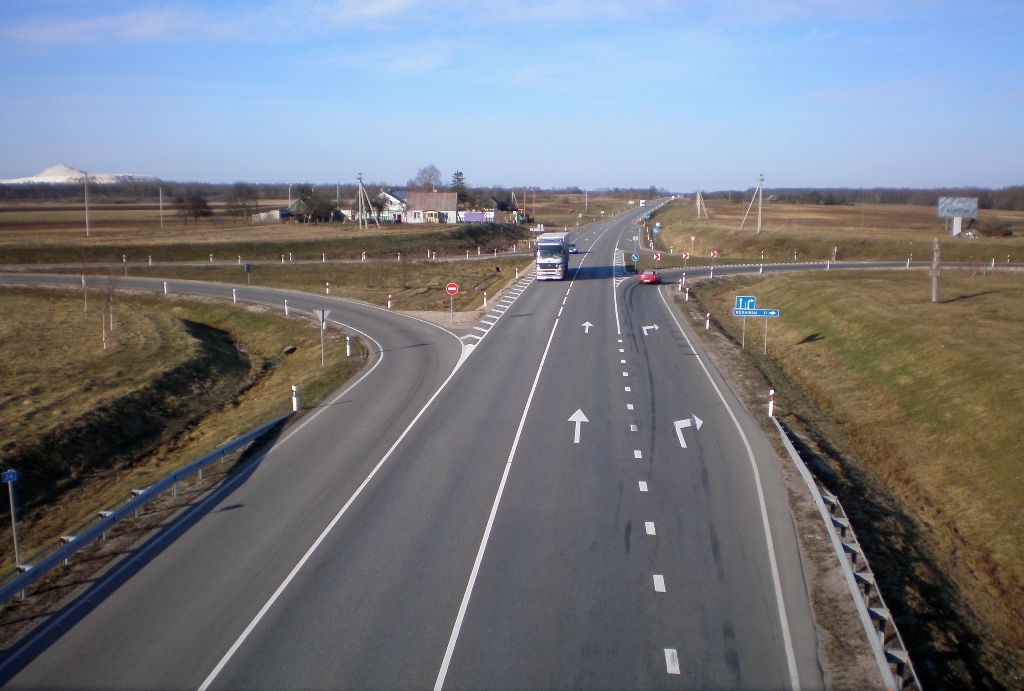
E67 i Litauen

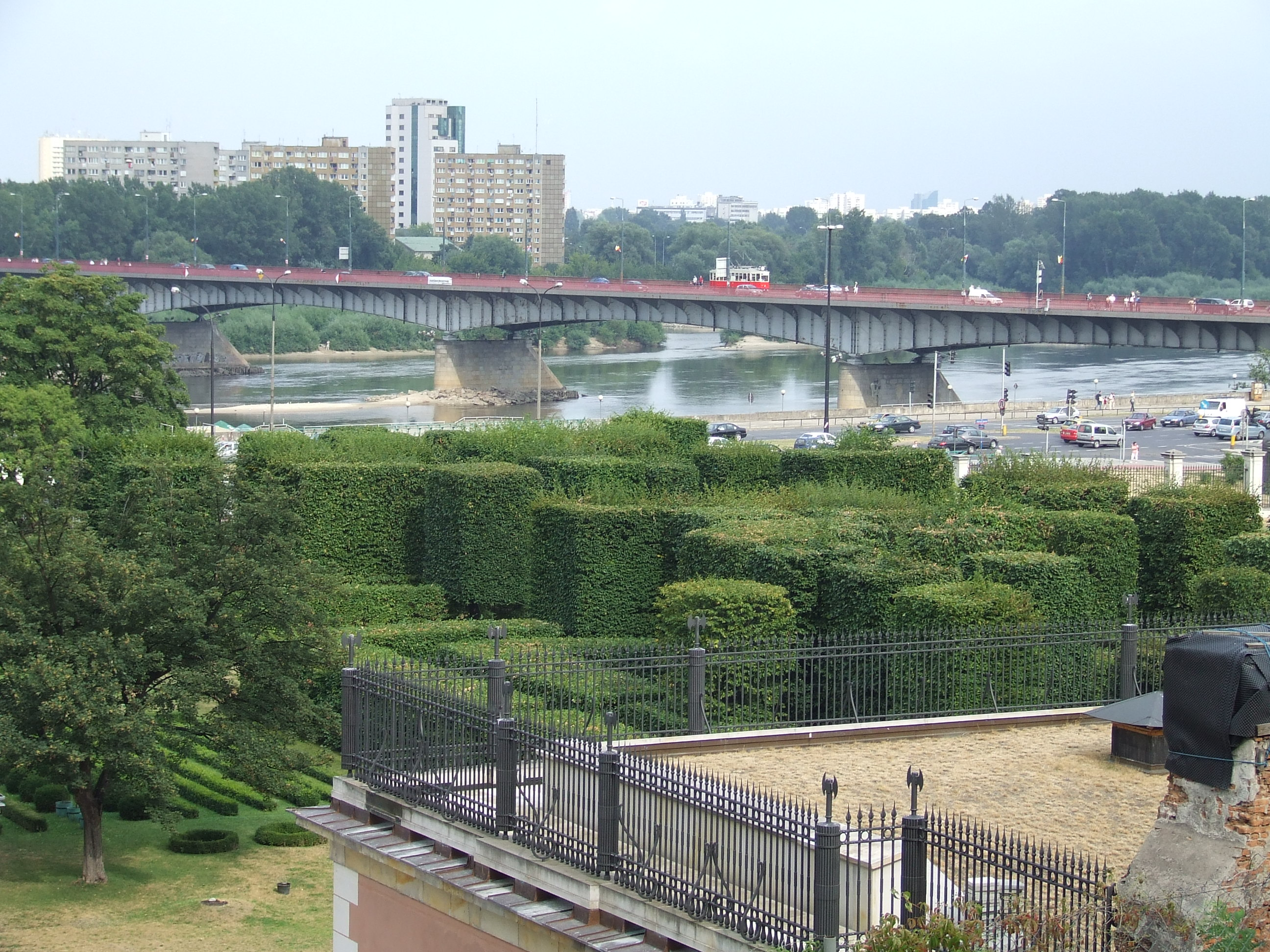
Bron över Wisła i Warszawa.

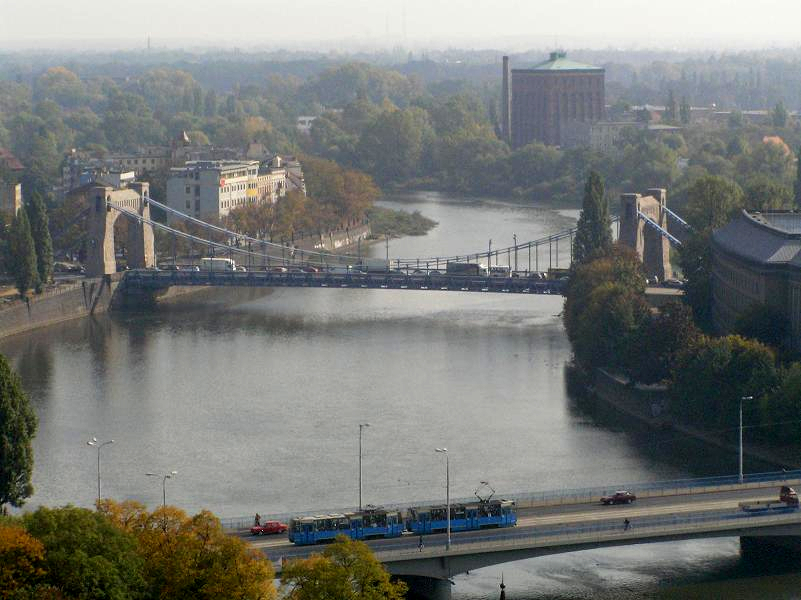
Bron (den bortre) över Oder i Wrocław.

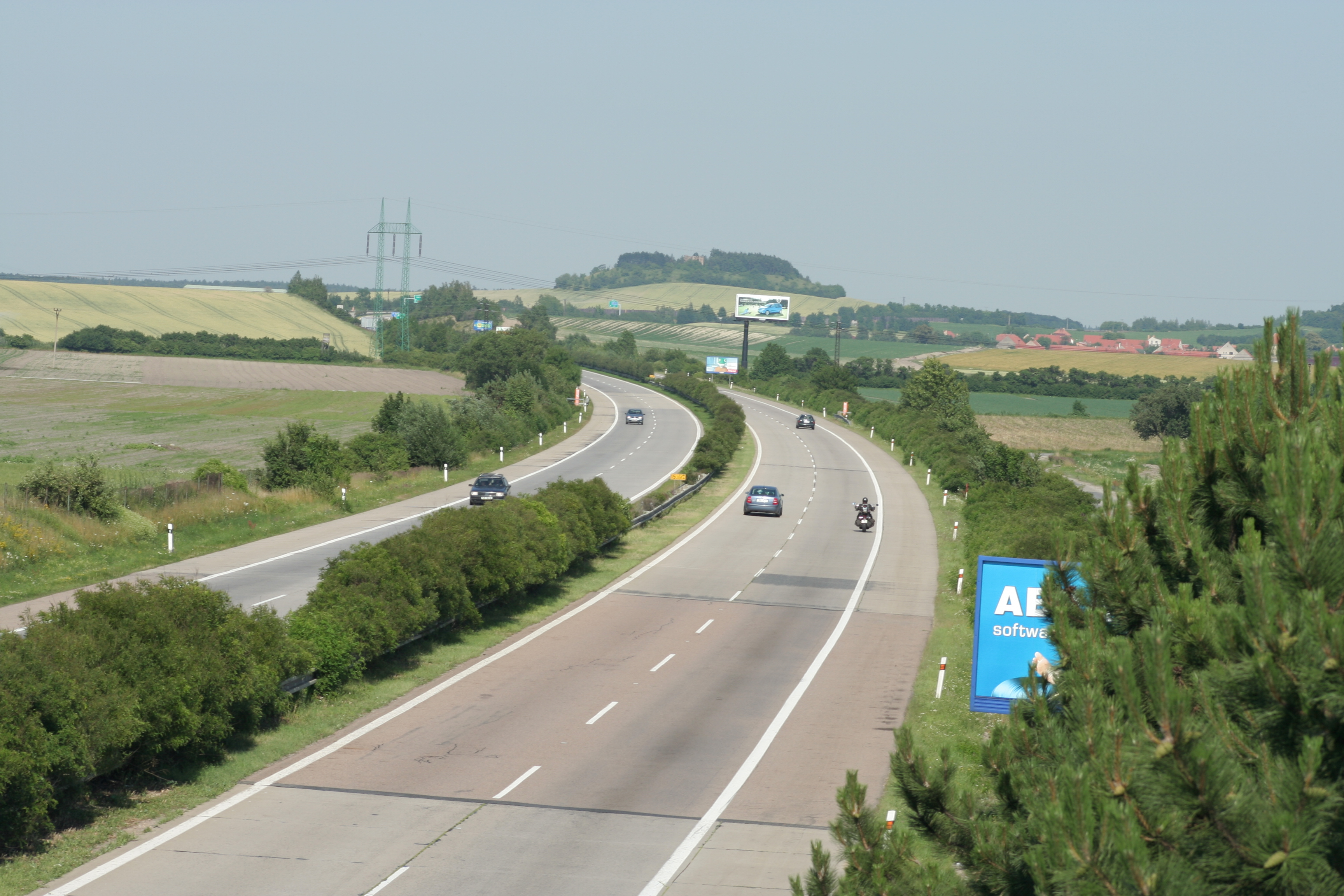
E67/D11 öster om Prag.

E67 eller Europaväg 67 är en Europaväg som börjar i Helsingfors i Finland, passerar Estland, Lettland, Litauen och Polen och slutar i Prag i Tjeckien. Längd 1 630 kilometer.
Vägen kallas på sträckan i Estland, Lettland och Litauen för Via Baltica.

## Sträckning
Helsingfors - (färja Finland-Estland) - Tallinn - (gräns Estland-Lettland) - Riga - (gräns Lettland-Litauen) - Kaunas - (gräns Litauen-Polen) - Warszawa - Piotrków Trybunalski - Wrocław - Kłodzko - (gräns Polen-Tjeckien) - Náchod - Hradec Králové - Prag

## Standard
E67 är landsväg hela vägen, men en motorvägssträcka byggs söder om Warszawa, och en öster om Prag. Man har också börjat bygga motorväg norr om Warszawa. Detta har orsakat kontrovers, eftersom vägen planeras gå genom ett naturreservat, och bygget har påbörjats. Naturreservatet skyddas av EU:s Natura 2000-program och har intressant fågelliv .  På lång sikt (20 år?) kommer hela E67 byggas om till motorväg (färjan behålls). Se TEM.

## Färja
På sträckan Helsingfors - Tallinn får man åka färja. Avståndet över vattnet är cirka 80 km. Här finns det ett bra utbud (2006), 21 avgångar per dag i varje riktning, med restid 1:45 till 3:00. Rederier är Eckerö Line, Viking Line och Tallink. Se Helsingfors-Tallinn (färjelinje).

## Anslutande europavägar
Vägen ansluter till eller korsar:
| - E20 - E263 - E22 - E28 |  | - E77 - E30 - E75 - E40 |  | - E261 - E442 - E65 - E55 |

## Historia
E67 infördes på sträckan Prag–Warszawa då det nya europavägssystemet infördes i mitten av 1980-talet. E67 förlängdes under mitten på 1990-talet till Helsingfors. Man ville inte flytta någon annan europaväg, vilket gjorde att den norra delen av E67 går längre österut än både E75 och E77, vilket bryter mot principen för hur europavägar skall vara numrerade: udda nummer i nummerordning (och jämna nummer i egen nummerordning). E75 och E77 kunde annars varit lämpliga nummer till sträckan Warszawa-Helsingfors. I det gamla europavägsnummersystemet gick E67 Fredericia–Vejle i Danmark, vid den tiden sträcka på 18 km och en del av vägen man tog mellan Köpenhamn och Århus. Detta nummer användes till 1989 då motorvägen Fredericia-Vejle invigdes som inte fick något E-nummer (Danmark använde det gamla systemet längre än många andra länder).